# Leonid Tjernovetskyj
Leonid Mychajlovitj Tjernovetskyj (ukrainska: Леонід Михайлович Черновецький), född 25 november 1951 i Charkov, Ukrainska SSR, Sovjetunionen (nuvarande Ukraina), är en ukrainsk politiker. Han var 20 april 2006 - 3 juni 2014 borgmästare i Kiev.
Tjernovetskyj grundade 1992 Pravex Bank, en av Ukrainas största banker.